# Diaphorus sublautus
Diaphorus sublautus är en tvåvingeart som beskrevs av Negrobov 2007. Diaphorus sublautus ingår i släktet Diaphorus och familjen styltflugor.
Artens utbredningsområde är Azerbajdzjan. Inga underarter finns listade i Catalogue of Life.